# Râul Valea Maliței
Râul Valea Maliței este un râu afluent al râului Cernatu. 

## Hărți
- Harta Județul Argeș
- Munții Făgăraș  Arhivat în 8 septembrie 2013, la Wayback Machine.
- Alpinet - Munții Făgăraș